# レッドウィロー郡 (ネブラスカ州)
座標: 北緯40度18分 西経100度48分 / 北緯40.300度 西経100.800度
レッドウィロー郡（英: Red Willow County）は、アメリカ合衆国のネブラスカ州にある郡。2000年時点での人口は11,448人で、郡庁所在地はマクック (McCook)。
ネブラスカ州のナンバープレートで、レッドウィロー郡の車両は最初の数字が48になっている。これは1922年にナンバープレートの制度を確立した際、レッドウィロー郡の車両登録台数が州内の郡のなかで48番目に多かったからである。

## 歴史
レッドウィロー郡は1873年に組織され、郡の名はカンザス川の支流、リパブリカン川のさらに支流のレッドウィロー川にちなんで名付けられた。

## 地理
アメリカ合衆国国勢調査局によると、この郡は総面積1,860 km2 (718 mi2) である。このうち1,856 km2 (717 mi2)が陸地で、4 km2 (1 mi2) が海や湖などの水地域である。総面積のうち0.19%が水地域となっている。

### 隣接する郡
- フロンティア郡（北）
- ファーナス郡（東）
- ディケーター郡 (カンザス州)（南）
- ローリンズ郡 (カンザス州)（南西）
- ヒッチコック郡（西）

## 人口動静

2000年の時点での郡の人口ピラミッド

2000年の国勢調査によると、レッドウィロー郡には11,448人、4,710世帯、及び3,188家族が暮らしている。人口密度は6/km2 (16/mi2) で、3/km2 (7/mi2) の平均的な密度に5,278軒の住居が建っている。この郡の人種の構成は白人97.55%、黒人（アフリカ系アメリカ人）0.16%、先住民0.38%、アジア系0.17%、太平洋諸島系0.02%、その他の人種0.93%、及び混血0.80%で、2.45%の人々がヒスパニックまたはラテン系である。
レッドウィロー郡に住む4,710世帯のうち、30.20%は18歳未満の子どもと暮らしており、57.50%は夫婦で生活している。7.20%は未婚の女性が世帯主であり、32.30%は家族以外の住人と同居している。28.60%は独居で、全世帯の13.50%は65歳以上の独居老人世帯である。1世帯あたりの平均人数は2.37人であり、家庭の場合は2.92人である。
郡の住民は24.90%が18歳未満の子どもで、18歳以上24歳以下が8.80%、25歳以上44歳以下が24.60%、45歳以上64歳以下が22.60%、および65歳以上が19.00%となっている。平均年齢は40歳である。女性100人に対して男性は93.90人いて、18歳以上の女性100人に対しては男性は91.30人いる。
郡の世帯ごとの平均収入は32,293米ドルで、家族ごとでは40,279米ドルである。男性の27,768米ドルに対して女性は18,768米ドルの平均的な収入がある。この郡の一人当たりの収入 (per capita income) は16,303米ドルである。総人口の9.60%、家族の7.60%は貧困線以下である。18歳未満の子どもの11.40%及び65歳以上の7.60%は貧困線以下の生活を送っている。

## 都市および村
- バートリー (en:Bartley, Nebraska)
- ダンベリー (en:Danbury, Nebraska)
- インディアノラ (en:Indianola, Nebraska)
- レバノン (en:Lebanon, Nebraska)
- マクック (en:McCook, Nebraska)